# 김진원 (1917년)
김진원(金鎭元, 1917년 3월 18일~2001년 3월 26일)은 대한민국의 정치인이다. 제4대 국회의원을 지냈다.

## 약력
- 일본 메이지 대학 법과 졸업
- 무주면장
- 무주군수
- 무주수리조합장
- 독립촉성국민회 무주군 지부장
- 자유당 무주군당 위원장
- 자유당 중앙위원

## 역대 선거 결과
|  | 100.00% |

|  | 26.20% |